# Uramo
Uramo eller Uramojärvi är en sjö i Finland. Den ligger i kommunen Joensuu i landskapet Norra Karelen, i den sydöstra delen av landet, 400 km nordost om huvudstaden Helsingfors. Uramo ligger 123,4 meter över havet. Den är 19,3 meter djup. Arean är 3,26 kvadratkilometer och strandlinjen är 21,07 kilometer lång. Sjön  ingår i Jänisjokis huvudavrinningsområde.   I omgivningarna runt Uramo växer i huvudsak blandskog.
I övrigt finns följande i Uramo:
- Summansaari (en ö)
- Ingansaari (en ö)